# Michael Nagler
Michael N. Nagler (* 20. Januar 1937 in Brooklyn, New York City) ist ein US-amerikanischer emeritierter Universitätsprofessor, Autor und Friedensaktivist.
Von 1966 bis 1991 war er Professor für Alte Sprachen und Vergleichende Literaturwissenschaft (Professor of Classics and Comparative Literature) an der Universität von Kalifornien in Berkeley und ist seitdem emeritiert. In den 1970er Jahren begründete er das Studienprogramm im Bereich der Friedens- und Konfliktforschung (Peace and Conflict Studies) und war mehrfach dessen Leiter.

## Leben
Michael Nagler wuchs in New York als Sohn eines Lehrerehepaars auf. Von 1954 bis 1958 studierte er an der Cornell University sowie an der New York State Medical School. 1960 erwarb er einen BA in Englischer Literatur an der New York University und wechselte an die Universität von Kalifornien in Berkeley, wo er 1963 einen mit einem Master in Vergleichender Literaturwissenschaft abschloss. 1966 promovierte er dort mit einer Arbeit über den Gebrauch traditioneller Motive in den Gedichten Homers (The Use of Traditional Motifs in the Homeric Poems). Während seiner Studienzeit war er im Free Speech Movement engagiert.
Nach dem Studium schlug er die wissenschaftliche Laufbahn ein. Seit 1966 lehrte Nagler in Berkeley unter anderem Klassische Sprachen, Altgriechische Literatur, Vergleichende Literaturwissenschaft, Religionswissenschaft und begründete das Studienprogramm im Bereich der Friedens- und Konfliktforschung. 1967 lernte er den südindischen Meditationslehrer Sri Eknath Easwaran kennen, der die Universität besuchte. Easwaran führte ihn in die Meditation ein und brachte ihm das Leben und Werk Mahatma Gandhis nahe. 1970 schloss sich Nagler dem von Eknath Easwaran in West Marin gegründeten Ashram an.
1991 trat Nagler aus Protest gegen die Politik der Universität, die nach seiner Ansicht Bildung nur noch als Geschäft betrachte, von seinen Positionen zurück. Als emeritierter Professor hält er weiterhin gut besuchte Seminare an seiner ehemaligen Universität. Nagler genießt weltweites Ansehen als Friedensaktivist und Theoretiker auf dem Gebiet der Friedensforschung und hält häufig Vorträge vor akademischen und nichtakademischem Publikum. Er hat jahrzehntelange Erfahrung in der Organisation von gewaltfreien Aktionen und ist auf diesem Gebiet als Berater des U.S. Institute of Peace sowie mehrerer Nichtregierungsorganisationen tätig. Darüber hinaus ist er auch ein gefragter Interviewpartner.
Michael Nagler war 1962–63 als Gastwissenschaftler an der Universität Heidelberg und bekleidete 2004 eine Gastprofessur an der Hochschule Vechta.

## Publikationen
Nagler ist Autor mehrerer Bücher zum Themenkomplex Gewaltlosigkeit, Spiritualität und Frieden. Für sein Buch The Search for a Nonviolent Future (dt.: Die Suche nach einer gewaltfreien Zukunft) wurde er 2002 mit dem American Book Award ausgezeichnet.
- The Search for a Nonviolent Future. A Promise of Peace for Ourselves, Our Families, and Our World. Inner Ocean Publishing, Makawao, HI 2004. (Originalausgabe: Berkeley Hills Books, Berkeley, CA 2001)
- The Steps of Nonviolence. Fellowship of Reconciliation, Nyack, NY 1999.
- The Upanishads. (zusammen mit Eknath Easwaran), Nilgiri Press, Petaluma, CA 1987.
- America Without Violence: Why Violence Persists and How You Can Stop It. Island Press, Covelo, CA 1982.
- Spontaneity and Tradition: A Study of Homer's Oral Art.  University of California Press, Berkeley and Los Angeles 1974.